# 岩井希久子
岩井 希久子（いわい きくこ、旧姓：高浜、1955年〈昭和30年〉 - ）は、日本の絵画修復師、有限会社IWAI ART保存修復研究所 代表取締役。夫は画家の岩井壽照。

## 略歴
- 1955年（昭和30年） - 熊本県熊本市に生まれる。
- 熊本県立美術館建設準備室で父親が働いていた関係で、絵画修復家という職業を知る。
- 1974年（昭和49年） - 熊本県立第一高等学校 卒業
- 画家になる事を目指して東京芸術大学を受験するが2度失敗し短期大学を卒業する。
- 出版会社に就職したが絵画関係の仕事に就く事を志す。
- 22歳の時、大学在学中から付き合っていた画家の岩井壽照と結婚する。
- 東京芸術大学 保存科学コースを聴講。
- 絵画保存研究所 勤務
- 1980年（昭和55年） - 夫と共にイギリスに渡り、以後4年半在住し絵画修復家になる事を決める。
- ナショナル・ギャラリー (ロンドン)、大英博物館、ナショナルマリタイムミュージアムなどで修復技術を学ぶ。
- 日本帰国後にフリーランスの修復家となる。
- 1987年（昭和62年） - 有限会社岩井絵画修復（現在の有限会社IWAI ART保存修復研究所）を設立する。
- 1993年（平成5年） - 小山敬三美術振興財団海外研修を受賞しアメリカ合衆国に渡る。
- 38歳の時、双子を妊娠したが、そのうちの一人を流産する。
- メトロポリタン美術館、ナショナル・ギャラリー (ワシントン)、ハーバード大学付属フォッグ美術館で研修を行う。
- 2002年（平成14年） - 山下清生誕80周年・修復プロジェクトで、清の8作品の修復を行う。
- 2006年（平成18年） - 東京芸術大学美術学部美術研究科で講演 『モネ‐地中美術館に設置された《睡蓮》を巡って』
- 2008年（平成20年）11月1日 - 佐倉市立美術館で講演 『甦る絵画-修復による未来への継承』
- 2009年（平成21年）1月25日 - 伊丹市立美術館で講演 『絵に隠された秘密』
  - 10月12日 - 熊本市現代美術館で講演 『絵画修復、そして修復家とは？』
- 2010年（平成22年） - 長崎県美術館、山形美術館などで講演 『修復家が見た天才・山下清～絵に隠された秘密』
- 2016年（平成28年） - そごう美術館・国吉康雄展でクロストーク『私が国吉の修復に取り組む理由』
- 2016年（平成28年） - 熊本地震美術品レスキュー活動
- 2017年（平成29年） - 上野の森美術館、グエン・ファン・チャン修復プロジェクト展連続トークイベント実施

## 著書
- モネ、ゴッホ、ピカソも治療した絵のお医者さん - 修復家・岩井希久子の仕事 (2013年6月、美術出版社)  ISBN 9784568221367

## 主な修復作品
- 『肘掛椅子に座る女』 パブロ・ピカソ作、DIC川村記念美術館蔵
- 『ひまわり』 フィンセント・ファン・ゴッホ作、損保ジャパン東郷青児美術館蔵
- 『睡蓮』 クロード・モネ作、地中美術館蔵
- 『長岡の花火』 山下清作
- 『牛に乗って川を渡る女』グエン・ファン・チャン
- 『クラウン』『ミスターエース』国吉康雄作

## メディア出演
- 2010年（平成22年）7月12日 - 『DON!』「きょうは何の日 - 山下清が亡くなった日」（日本テレビ）
  - 11月22日 - 『プロフェッショナル 仕事の流儀』「母の覚悟で、ピカソに挑む」（NHK総合テレビジョン）
- 2011年（平成23年）7月12日 - 『旅のチカラ 幻の絹絵よ！よみがえれ～絵画修復家 岩井希久子 ベトナム～』(BSプレミアム)
- 2013年（平成25年）7月19日 - 『徹子の部屋』（テレビ朝日）
  - 7月19日 - 『吉田照美 飛べ!サルバドール』「サルバドール知恵袋」（文化放送）

## 参考資料
- 『プロフェッショナル 仕事の流儀』 2010年11月22日放送
- 山形新聞 2010年11月22日号